# Мірошниченко Євген Гордійович
Мірошниченко Євген Гордійович (нар. 23 лютого 1939, м. Вітебськ, Білорусь) — літературний критик, історик літератури, журналіст, доцент кафедри філології, кандидат філологічних наук, член-кореспондент Кирило-Мефодіївської академії слов'янської освіти. Член Національної спілки журналістів України з 1969 р., член Союзу письменників Росії, лауреат Міжнародної літературної премії ім. Великого князя Юрія Долгорукого (2005). Голова Миколаївського міського об'єднання письменників ім. В. І. Даля.

## Біографія
Народився 23 лютого 1939 в м. Вітебськ (Білорусь) в сім'ї офіцера. Середню школу завершував в Миколаєві. Закінчив філологічний факультет Одеського університету (1970), аспірантуру Московського державного університету (1980). У 1980 році захистив кандидатську дисертацію на тему: «Журнал „Літературний критик“ і його значення в літературознавстві і критиці 30-х років». Кандидат філологічних наук, член-кореспондент Міжнародної Кирило-Мефодіївської академії слов'янської освіти. Більше 25 років пропрацював у Миколаївському педагогічному інституті (університеті), на даний момент — доцент Миколаївського міжрегіонального інституту Київського університету «Україна».

## Творчість
Мірошниченко Є. Г. є автором більше 300 літературознавчих, енциклопедичних статей, нарисів, рецензій, книг публіцистики і літературної критики: «Алексей Гмырёв», «Время и бремя культуры»(2003), «Чайка над лиманом»(2005), збірки краєзнавчих нарисів «Я зачем-то съездил в Николаев..»(2001), путівника «Літературний Миколаїв»(2008). У 2007 р. по рекомендації Вченої ради університету «Україна» опублікував збірку нарисів, культурологічних текстів «Город и миф».
Як правило, адресує свою творчість учням, студентам, магістрантам — вдумливим читачам.
В його багатій на події біографії є роки, віддані професійній журналістиці. Він був редактором багатотиражки «Кораблебудівник» НУК імені адм. Макарова, працював відповідальним секретарем обласної комсомольської газети «Ленінське плем'я». І зараз його статті, цілі авторські смуги із регулярністю з'являються на сторінках «Южной правды». А ще Євгену Гордійовичу належать лаври одного із засновників нового літературно-мистецького журналу «Соборна вулиця».
Публікується в літературно-художніх, науково-методичних, періодичних виданнях Харкова, Сімферополя, Києва, Москви. Автор енциклопедичних статей в «Українській Літературній Енциклопедії» (т. 1, 1988), ЕНЦ. довіднику «Миколаївка» (1999), «Енциклопедії сучасної України» (т. 1-4). З 2004 р. в суспільно-політичній газеті Миколаївської області «Южная правда» веде авторську рубрику «Діалог культур».
Учасник щорічних наукових конференцій і форумів у Луганську, Харкові, Сімферополі, Москві, Бєлгороді (РФ).

## Книги
- Мірошниченко Є. Г. Літературний Миколаїв (путівник). — Випуск 1. — Миколаїв: Гудим І. О., 2008. — 104 с.
- Мірошниченко Є. Г. Чайка над лиманом. Бесіди з письменниками, статті, замітки про книжки. — Миколаїв: Іліон, 2005. — 84 с.
- Мірошниченко Є. Г. Місто і міф. Інтерв'ю, рецензії, культурологічні тексти. — Миколаїв: Іліон, 2007. — 92 с.
- Мірошниченко Є. Г. Я зачем-то съездил в Николаев.. Сб. литературно-краеведческих очерков. — Миколаїв: Аванта, 2001. — 160 с.
- Мірошниченко Є. Г. Час і тягар культури: Публіцистичні замітки, статті, літературна критика. — Миколаїв: Нунцій ОНУ ім. Мечникова, 2003. — 68 с.

## Статті
- Мірошниченко Є. Г. «Прекраснее Малороссии нет страны в мире». Украина в жизни и творчестве И. А. Бунина // Русская школа. — Київ, 2013. — № 6. — С. 38-43.
- Мірошниченко Є. Г. Евгений Замятин: «Пошел по Соборной…» // Соборная улица. — Миколаїв, 2012. — № 1. — С. 96-97.
- Мірошниченко Є. Г. И. Бабель: «Конармия» мне не нравится // Соборная улица. — Миколаїв, 2012. — № 3. — С. 107—111.
- Мірошниченко Є. Г. Кто прекрасней и милее? Размышления после издания серии антологий русской поэзии Украины // Радуга. — Киев, 2009. — № 4. — С. 138—143.
- Мірошниченко Є. Г. Слово, обогащенное словом. Рец. на поэтический сборник «Два берега» // Радуга. — Киев, 2008. — № 9. — С. 139—144.
- Мірошниченко Є. Г. Limba partum — земля отцов // Литературная газета + Курьер культуры: Крым-Севастополь (Региональное обозрение). — Київ, Севастопіль, 2008. — № 23.
- Мірошниченко Є. Г. Халтура в «Школе». К вопросу о читательском спросе // Русский язык и литература в учебных заведениях. — Київ, 2006. — № 2. — С. 74-76.
- Мірошниченко Є. Г. Категория избранничества в поэтической эволюции М.Цветаевой и Б.Чичибабина // Чичибабин и мировая литература: Вестник Крымских чтений Б. А. Чичибабина. — Симферополь, 2005. — № 1. — С. 84-93.
- Мірошниченко Є. Г. Между Россией и вечностью. Рец. на трехтомник Б.Чичибабина (Харьков, «Фолио», 2002) // Роман-журнал XXI век. — Москва, 2003. — № 2. — С. 42-43.
- Мірошниченко Є. Г. И вздрогнет душа // Освітянські вітрила: Гуманітарний альманах. — Миколаїв, 2003. — С. 87-92.
- Мірошниченко Є. Г. Воля до життя // Реабілітовані історією. — Миколаїв, 2000. — С. 230—239.

## Нагороди
Член Національної спілки журналістів України з 1969 року, Спілки письменників Росії (2001), дипломант Міжнародної літературної премії ім. Великого князя Юрія Долгорукого (2005).